# Língua geral paulista
A língua geral paulista, também chamada de língua geral meridional, língua geral do sul, tupi austral ou apenas paulista, é uma língua franca e crioula formada no século XVI, na Capitania de São Vicente. Hoje há por ela apenas interesse histórico, pois, desde o início do século XX, é uma língua morta. Constituía-se no ramo sulista da língua geral.
Com influência na toponímia brasileira, a língua geral paulista legou muitos topônimos brasileiros atuais, tais como: Aricanduva, Baquirivu-Guaçu, Batovi, Batuquara, Bicuíba, Biriricas etc.
Em 2014, durante uma pesquisa da Universidade de Campinas, foi identificada uma nova fonte de estudos para a língua. O documento, intitulado Vocabulário Elementar da Língua Geral Brasílica, foi publicado em 1936 na Revista do Arquivo Municipal de São Paulo, apesar do título fazer menção para a língua brasílica (tupi antigo), o vocabulário de autoria de José Joaquim Machado de Oliveira constitui, efetivamente, uma das fontes da língua paulista.

## História
Originária da língua tupi falada pelos índios tupinambás localizados nas regiões paulistas da Região do Alto Tietê e São Vicente, passou a ser falada pelos bandeirantes a partir do final do século XVII, disseminando-se rapidamente por boa parte do Brasil. Dessa forma, tal idioma tornou-se corrente em locais onde esses tupinambás jamais estiveram, influenciando, dessa maneira, o modo de falar dos brasileiros de hoje.[carece de fontes?]
No tempo colonial, tornou-se a língua mais falada na porção meridional do Brasil, em muitos casos sendo necessário um intérprete entre a autoridade colonial portuguesa e o povo.[carece de fontes?]

## Formação da língua
Na história do Brasil, a colonização portuguesa iniciou-se, oficialmente, com a fundação da Capitania de São Vicente pelo fidalgo Martim Afonso de Sousa, em 22 de janeiro de 1532. Ao aportar em São Vicente, Martim Afonso se deparou com um grupo formado por degredados, náufragos e desertores portugueses, espanhóis e índios liderados pelo português João Ramalho. A figura de João Ramalho foi de extrema importância para o sucesso da colonização portuguesa na região. Ramalho atuava como intermediário das negociações entre índios tupis e colonizadores portugueses. Ele possuía uma relação estreita com os nativos da região, era casado com Bartira, filha do cacique Tibiriça, e já se encontrava estabelecido entre os tupis desde 1508.[carece de fontes?] A respeito da presença de Ramalho, anterior à fundação da Capitania, entre os nativos, há o relato de Baltasar Fernandes em carta de 1568, na qual se narra o episódio em que os padres foram comunicados do acidente ocorrido com João Ramalho:
Com a oficialização da colonização, em 1532, a união entre homens brancos e mulheres indígenas tornou-se frequente, já que a escassez de mulher branca no Planalto de Piratininga fez com que, desde os primeiros tempos, o morador branco procurasse a índia em uniões legítimas ou passageiras e múltiplas. Os líderes indígenas, com o intuito de firmar alianças estáveis com estrangeiros detentores de muitos bens materiais novos e desejáveis apoiaram, em um primeiro momento, esse tipo de união interétnica. A população das regiões do litoral de São Vicente, Piratininga e Alto Tietê, na época da colonização, era constituída quase inteiramente por guayanás, tupis e carijós, falantes de língua tupi.
A escassez ou total ausência de mulheres brancas na região pode ser explicada pelo facto de os primeiros grupos de colonos que desembarcaram na Capitania de São Vicente serem constituídos exclusivamente por homens, muitos deles, degredados ou náufragos. Somente cinco anos após a fundação da capitania, desembarcou, em São Vicente, o primeiro casal português. As uniões interétnicas, no entanto, não foram interrompidas com a chegada desse e de outros casais e a vinda de esposas portuguesas. O que predominou, na região, nas primeiras décadas da colonização, foi a união entre homens brancos e mulheres tupis. Nesse contexto, surge, na região, o caboclo, cuja língua materna era o tupi das mães e também de toda a parentela, já que do lado paterno não havia parentes consanguíneos. Essa situação perdurou por um longo tempo e a língua tupi prevaleceu entre a população paulista nos primeiros séculos da colonização portuguesa.
Aos poucos, os tupis de São Paulo, deixavam de constituir um povo independente e culturalmente diverso e a sua língua passou a reproduzir-se essencialmente como língua dos caboclos. A língua falada pela população cabocla vai diferenciando-se paulatinamente do tupi genuíno. Nos séculos XVII e XVIII, esta língua, já generalizada pela população paulista, passa a ser denominada língua geral paulista.

### Bandeiras
O início da era bandeirista, de mineração e de preação de índios, no século XVII, contribuiu para a influência materna na cultura e na língua da população paulista. Os homens e os filhos saíam em longas expedições de preamento e pesquisas auríferas, deixando os filhos pequenos aos cuidados das mães que, em sua maioria, eram falantes da língua tupi. Nesse contexto, as crianças paulistas, em seus primeiros anos de vida, eram expostas exclusivamente à língua tupi, tendo contato com a língua portuguesa apenas no início de sua vida adulta. O predomínio da língua geral paulista nas bandeiras era quase total, assim, a área de abrangência da língua paulista foi largamente estendida pela ações bandeiristas nos séculos XVII e XVIII. A língua geral paulista era falada e foi levada pelos bandeirantes de São Paulo para localidades correspondentes aos atuais estados de Minas Gerais, Goiás, Mato Grosso, Mato Grosso do Sul e Paraná.[carece de fontes?]

## Influências espanholas e guaraníticas
No início do século XVII, as bandeiras paulistas deram início a uma série de investidas contra as missões jesuíticas espanholas em busca de escravos guaranis para trabalharem em terras paulistas. O contato estabelecido durante esse período de guerras entre paulistas e espanhóis trouxe para a língua paulista elementos da língua espanhola e do guarani. Além dos tempos de guerra, a escravidão de índios guaranis, trazidos do Guayrá (atual Paraná) e de Tapes (atual Rio Grande do Sul) e carijós de Santa Catarina trouxe influências para a língua paulista ao serem levados até a região de São Vicente. No entanto, acredita-se que por ter se expandido através dos bandeirantes, a língua paulista provavelmente apresenta maior influência da língua portuguesa.

Em 1860, o naturalista francês Victor Martin de Moussy, afirma que o "guarani" (o que pode ser considerado a própria língua geral paulista), era o principal idioma falado entre a Província de São Paulo, e das Guianas até os Andes. Moussy serviu como explorador ao governo argentino, e durante 5 anos viajou por regiões da América do Sul, constatando:
… ao mesmo tempo, a língua guarani tornou-se a língua usual nessas
regiões, de modo que hoje, na província brasileira de São
Paulo, no Paraguai e na província de Corrientes, o povo, e sobretudo
as mulheres, ainda só falam o guarani, que é sem dúvida muito
misturado com palavras espanholas e portuguesas, mas que não deixa de
ser a verdadeira língua geral, que se fala da Guiana aos Andes e nas
proximidades de La Plata.

### Outras línguas gerais
Dentre outras línguas gerais do Brasil, o paulista possui mais proximidade do guarani do que da língua nheengatu.

## Século XIX e XX
No século XIX, mesmo com a intensa disseminação da língua portuguesa entre a população paulista, ainda era possível ouvir, embora de forma esporádica e somente na geração mais velha, a língua geral paulista. Em 1853, o político e historiador José Inocêncio Alves Alvim, afirma, ter consultado alguns homens velhos que ainda se recordam de vocábulos indígenas da língua geral paulista. Infere-se da declaração de Alves Alvim que, em 1853, nos arredores da cidade de Iguape, a língua paulista, embora não fosse mais corrente entre a população da região, ainda estava presente na lembrança da geração mais velha.[carece de fontes?] Em Curitiba costumava-se também usar palavras da língua paulista, por vezes acompanhadas da língua portuguesa, como António de Alcântara Machado descreve, fazendo referência ao termo paulista "Ahiva" (português: mau, mal):

Um importante depoimento sobre o uso da língua paulista no século XIX é a declaração feita por António de Alcântara Machado em O Arquivo de Machado D’Oliveira, no referido artigo, Alcântara Machado faz menção de alguns termos que eram falados na região de São Paulo, possivelmente no século XIX, e caíram em desuso no século XX. De acordo com o autor:
Em viagem às nascentes do rio São Francisco e pela Província de Goiás, Auguste de Saint-Hilaire apresenta 48 palavras paulistas, colhidas por ele no início do século XIX em comunidades cafuzas na Província de Minas Gerais.

## Atualmente

### Desaparecimento
Em 1757, é publicado o Diretório dos Índios, por Sebastião José de Carvalho e Melo, Marquês de Pombal, levando a proibição da língua paulista e de outras línguas gerais com o parágrafo 6.º, que reconhecia o uso das língua gerais e as classificava como invenções abomináveis e diabólicas, declarando a proibição de seu uso, punindo severamente quem a utilizasse, impondo-se, a partir de então, a língua portuguesa no Brasil, a meio de assegurar a Portugal sua unidade e identidade como nação, trazendo a ideia de uma língua homogênea e estável para comprovar a colonização seus territórios aos espanhóis.
No entanto, poucas pessoas da colônia podiam frequentar as escolas, o que leva ao raciocínio de que, nos lares, em reuniões informais, e no cotidiano a língua paulista continuava a ser falada normalmente, somente vindo a desaparecer totalmente no início do século XX, com a grande onda migratória europeia. Enquanto nas capitais essa língua havia entrado em desuso, no interior continuava viva, havendo hipóteses de que a língua paulista deu origem ao dialeto caipira, falado no cinturão cultural caipira, conhecido como Paulistânia.

### Registros
O principal documento conhecido da língua paulista é o Dicionário de Verbos, não datado e de autor desconhecido, compilado e publicado por Carl Friedrich Philipp von Martius em seus Glossaria linguarum brasiliensium, sob o nome de "tupi austral". Esse documento foi entregue a Martius por Ferdinand Denis, um importante historiador e bibliógrafo francês que residiu no Reino do Brasil entre os anos de 1816 a 1821. Além dos documentos supracitados, há, ainda, uma declaração de Couto de Magalhães, na introdução do vocabulário avá-canoeiro, na qual, o autor afirma que muitos dos nomes constantes do vocabulário são atualmente correntes entre os paulistas do povo, chamados caipiras. Havia, ainda, em meados do século XIX, diversas expressões da língua paulista no discurso do povo caipira da Província de São Paulo.